# Cysticapnos
Cysticapnos es un género con alrededor de ocho especies  de plantas pertenecientes a la subfamilia familia Fumarioideae, antigua familia Fumariaceae.

## Especies
- Cysticapnos africana Gaertn.
- Cysticapnos alexandrina Link & Otto ex G.Don
- Cysticapnos cirrhoza Moench
- Cysticapnos cracca (Cham. & Schlecht.) Lidén
- Cysticapnos grandiflora E.Mey.
- Cysticapnos parviflora Lidén
- Cysticapnos pruinosa (Bernh.) Lidén
- Cysticapnos vesicarius Fedde